# Gornja Ploščica
Gornja Ploščica – wieś w Chorwacji, w żupanii bielowarsko-bilogorskiej, w gminie Velika Trnovitica. W 2011 roku liczyła 39 mieszkańców.